# Eleição municipal de Mauá em 2020
A eleição municipal de Mauá em 2020 ocorreu no dia 15 de novembro (primeiro turno) e 29 de novembro (segundo turno). Esta cidade paulista possui 472.912 habitantes dentre os quais 306.518 são eleitores que neste dia puderam votar para definir o seu prefeito e os seus 23 vereadores.
Nesse pleito 13 candidatos concorreram para prefeito, sendo que um deles, Caio Túlio (PCO) foi indeferido. Donisete Braga (PDT) e Vanessa Damo (MDB) também foram indeferidos, mas obtiveram sucesso com os recursos na Justiça Eleitoral e puderam concorrer normalmente. O prefeito de situação Atila Jacomussi (PSB) liderou no primeiro turno, mas acabou derrotado pelo seu opositor Marcelo Oliveira (PT).
Em dezembro, a Justiça Eleitoral de Mauá suspendeu a diplomação de dois vereadores do Partido Social Democrático e outros dois do Partido Socialista Brasileiro em decorrência de suspeitas de candidaturas laranjas na chapa. Poucos dias depois o Tribunal Regional Eleitoral de São Paulo suspendeu a liminar e diplomou os vereadores.

## Candidatos(as) à prefeitura de Mauá
| Nº | Nome                         | Partido | Vice                 | Partido   | Coligação                                                    |
| -- | ---------------------------- | ------- | -------------------- | --------- | ------------------------------------------------------------ |
| 11 | Ronaldo Pedrosa              | PP      | Dr. Daniel Tavares   | PP        | Partido Isolado                                              |
| 12 | Donisete Braga               | PDT     | Teka                 | PDT       | Partido Isolado                                              |
| 13 | Marcelo Oliveira             | PT      | Celma Dias           | PT        | Partido Isolado                                              |
| 15 | Vanessa Damo                 | MDB     | Marco Ratti          | MDB       | Partido Isolado                                              |
| 17 | Profº Betinho                | PSL     | Tenente Mesquita     | PSL       | Partido Isolado                                              |
| 28 | Policial Federal Mauro Roman | PRTB    | Dr. Davi Silva       | PRTB      | Partido Isolado                                              |
| 29 | Caio Túlio                   | PCO     | Aline Correa         | PCO       | Partido Isolado                                              |
| 33 | Dra. Roseni                  | PMN     | Dra. Jéssica         | PMN       | Partido Isolado                                              |
| 40 | Atila Jacomussi              | PSB     | Israel Aleixo        | PSB       | Gente que Faz PSB, Solidariedade, PL, Patriota,PCdoB, Avante |
| 45 | Zé Lourencini                | PSDB    | Dr. Tchello Pierro   | DEM       | Mauá Mudando o Futuro PSDB, REDE, DEM                        |
| 50 | André Sapanos                | PSOL    | Lívia Oggioni        | PSOL      | Partido Isolado                                              |
| 55 | Juiz João                    | PSD     | Luizão da Comunidade | Cidadania | Coragem para Mudar PSD, Cidadania, PODE, PSC, Republicanos   |
| 80 | Amanda Bispo                 | UP      | Felipe Galisteo      | UP        | Partido Isolado                                              |

## Pesquisas eleitorais
| Fonte         | Data(s) conduzidas | Amostragem | Marcelo PT     | Átila PSB | Juiz João PSD    | Lourencini PSDB  | Donisete PDT     | Damo MDB         | Mauro Roman PRTB | Amanda Bispo UP  | Sapanos PSOL     | Prof. Betinho PSL | Pedrosa PP       | Roseni PMN       | Túlio PCO        |
| ------------- | ------------------ | ---------- | -------------- | --------- | ---------------- | ---------------- | ---------------- | ---------------- | ---------------- | ---------------- | ---------------- | ----------------- | ---------------- | ---------------- | ---------------- |
| Fonte         | Data(s) conduzidas | Amostragem | Primeiro Turno |           |                  |                  |                  |                  |                  |                  |                  |                   |                  |                  |                  |
| Ibope         | 01-03 Nov          | 504        | 13%            | 30%       | 11%              | 6%               | 6%               | 3%               | 2%               | 1%               | 1%               | 1%                | 1%               | 0%               | -                |
| ABC Dados     | 12-13 Nov          | 400        | 12%            | 37%       | 11%              | 5%               | 3%               | 2%               | 1%               | 1%               | 1%               | 1%                | 1%               | 0%               | -                |
| Segundo Turno |                    |            |                |           |                  |                  |                  |                  |                  |                  |                  |                   |                  |                  |                  |
| ABC Dados     | 25 - 16 Nov        | 600        | 53%            | 47%       | Não participaram | Não participaram | Não participaram | Não participaram | Não participaram | Não participaram | Não participaram | Não participaram  | Não participaram | Não participaram | Não participaram |

## Resultados

### Prefeito
| Candidato(a)                        | Vice                       | 1º turno 15 de novembro | 1º turno 15 de novembro | 2º turno 29 de novembro | 2º turno 29 de novembro |
| Candidato(a)                        | Vice                       | Votação                 | Votação                 | Votação                 | Votação                 |
| Candidato(a)                        | Vice                       | Total                   | Percentagem             | Total                   | Percentagem             |
| ----------------------------------- | -------------------------- | ----------------------- | ----------------------- | ----------------------- | ----------------------- |
| Marcelo Oliveira (PT)               | Celma Dias (PT)            | 38.330                  | 19,84%                  | 91.459                  | 50,74%                  |
| Átila Jacomussi (PSB)               | Israel Aleixo (PSB)        | 70.490                  | 36,48%                  | 88.783                  | 49,26%                  |
| Juiz João (PSD)                     | Luizão da Comunidade (CID) | 37.675                  | 19,50%                  | Não participaram        | Não participaram        |
| Zé Lourencini (PSDB)                | Dr. Tchello Pierro (DEM)   | 18.134                  | 9,38%                   | Não participaram        | Não participaram        |
| Policial Federal Mauro Roman (PRTB) | Dr. Davi Silva (PRTB)      | 7.425                   | 3,84%                   | Não participaram        | Não participaram        |
| Donisete Braga (PDT)                | Teka (PDT)                 | 5.174                   | 2,68%                   | Não participaram        | Não participaram        |
| Amanda Bispo (UP)                   | Felipe Galisteo (UP)       | 3.950                   | 2,04%                   | Não participaram        | Não participaram        |
| Ronaldo Pedrosa (PP)                | Dr. Daniel Tavares (PP)    | 3.898                   | 2,02%                   | Não participaram        | Não participaram        |
| Vanessa Damo (MDB)                  | Marcos Ratti(MDB)          | 2.948                   | 1,53%                   | Não participaram        | Não participaram        |
| André Sapanos (PSOL)                | Livia Oggioni (PSOL)       | 2.426                   | 1,26%                   | Não participaram        | Não participaram        |
| Professor Betinho (PSL)             | Tenente Mesquita (PSL)     | 1.991                   | 1,03%                   | Não participaram        | Não participaram        |
| Dra. Roseni (PMN)                   | Dra. Jéssica(PMN)          | 793                     | 0,41%                   | Não participaram        | Não participaram        |
| → Total de votos válidos            | → Total de votos válidos   | 193.234                 | 82,4%                   | 180.242                 | 81,97%                  |
| → Votos em branco                   | → Votos em branco          | 14.093                  | 6,01%                   | 11.092                  | 5,04%                   |
| → Votos nulos                       | → Votos nulos              | 27.171                  | 11,59%                  | 28.563                  | 12,99%                  |
| Total                               | Total                      | 234.498                 | 76,50%                  | 219.897                 | 71,04%                  |
| Abstenções                          | Abstenções                 | 72.020                  | 23,50%                  | 86.621                  | 28,26%                  |
| Total de inscritos                  | Total de inscritos         | 306.518                 | 100%                    | 306.518                 | 100%                    |

### Vereadores eleitos
| Candidato(a)             | Partido       | Votação     | Votação |
| Candidato(a)             | Partido       | Porcentagem | Total   |
| ------------------------ | ------------- | ----------- | ------- |
| Alessandro Martins       | PDT           | 2,22%       | 4.548   |
| Admir Jacomussi          | Patriota      | 2,03%       | 4.148   |
| Neycar                   | Solidariedade | 1,84%       | 3.771   |
| Márcio Araújo            | PSD           | 1,64%       | 3.356   |
| Ricardinho da Enfermagem | PSB           | 1,56%       | 3.138   |
| Pastor Valdeci Santos    | Republicanos  | 1,47%       | 3.011   |
| Samuel Enfermeiro        | PSB           | 1,45        | 2.960   |
| Zé Carlos Nova Era       | PL            | 1,34%       | 2.750   |
| Sargento Simões          | PODE          | 1,34%       | 2.733   |
| Renan Pessoa             | Avante        | 1,32%       | 2.703   |
| Vaguinho do Zaíra        | PSD           | 1,31%       | 2.682   |
| Madeira                  | Patriota      | 1,23%       | 2.522   |
| Chiquinho do Zaira       | Avante        | 1,21%       | 2.466   |
| Leonardo Alves           | PSDB          | 0,96%       | 1.973   |
| Jotão                    | Solidariedade | 0,87%       | 1.769   |
| Wellington da Saúde      | PP            | 0,86%       | 1.757   |
| Eugênio Rufino           | PSDB          | 0,83%       | 1.689   |
| Geovane Corrêa           | PT            | 0,78%       | 1.602   |
| Jairo Michelângelo       | PTB           | 0,78%       | 1.602   |
| Wiverson Santana         | PL            | 0,63%       | 1.585   |
| Mazinho                  | Patriota      | 0,62%       | 31.920  |
| Irmão Ozelito            | PSC           | 0,70%       | 1.423   |
| Junior Getulio           | PT            | 0,54%       | 1.102   |